# Virgolino de Oliveira

Virgolino de Oliveira (Itapira, 16 de abril de 1901 - 14 de dezembro de 1962) foi um industrial, que fundou na cidade de Itapira uma das primeiras usinas de cana-de-açúcar do estado de São Paulo e do Brasil.
Virgolino de Oliveira nasceu no sitio das Palmeiras, em Itapira. Existe uma citação em referência anterior (quando da publicação em 1965 de um caderno histórico "Homenagem de Itapira ao Comendador Virgolino de Oliveira" de autoria de Jácomo Mandatto, conhecido historiador itapirense) onde a data de nascimento de Virgolino teria sido aos 15 de Março.
Foi casado duas vezes: a primeira vez em 30 de Novembro de 1921 com Elvira Santos, do qual teve a filha Lucy de Oliveira. A Escola Estadual Elvira Santos de Oliveira homenageia sua primeira esposa. O segundo matrimônio ocorreu em 18 de Junho de 1952 com Carmem Ruete, digníssima dama que empresta seu nome e altruísmo a inúmeras obras assistenciais e também na continuidade administrativa da grandiosa Usina N. S. da Aparecida de Itapira. Do segundo casamento lhe vieram os filhos Carmem Aparecida Ruete de Oliveira, Hermelindo Ruete de Oliveira e Virgolino de Oliveira Filho.
Virgolino faleceu em 1962, vitimado por um acidente aéreo. Ao lado dele, estava o então prefeito de Itapira, Antonio Caio. Os filhos de Virgolino continuaram a obra desse ilustre empresário e hoje possuem um grande grupo sucroalcooleiro com 4 unidades industriais (usinas) no estado de São Paulo, localizadas em Itapira, Ariranha, Monções e José Bonifácio. Após grave crise enfrentada com o grupo em situação falimentar e carregando uma dívida na casa dos 3 bilhões de reais, funcionários, fornecedores e prestadores de serviço, além dos bancos credores, ficaram sem receber nenhum valor por parte da empresa. Fazendas foram vendidas, dívidas renegociadas e a gestão profissionalizada, afastando a família da gestão do negócio, para que haja, desse modo, uma tentativa de continuidade dos negócios e sobrevivência do grupo. Atualmente a dívida com os funcionários se encontra totalmente quitada, a dívida com fornecedores e prestadores de serviço parcialmente quitada e as demais dividas bancárias e com debêntures estão sendo renegociadas.